# Riba-roja de Túria
Riba-roja de Túria är en kommun i Spanien.   Den ligger i provinsen Província de València och regionen Valencia, i den östra delen av landet, 290 km öster om huvudstaden Madrid. Antalet invånare är 21 349. Arean är 58 kvadratkilometer. Riba-roja de Túria gränsar till Benaguasil, L'Eliana, Loriguilla, Manises, Paterna, La Pobla de Vallbona, Quart de Poblet, Vilamarxant, Cheste och Chiva. 
Terrängen i Riba-roja de Túria är huvudsakligen platt.